# Бернхард III (Липе)
Бернхард III от Липе (на немски: Bernhard III zur Lippe; * ок. 1194; † ок. 1265) от фамилията Липе е от 1229 до 1265 г. господар на господство Липе и Реда.
Той е най-възрастният син на благородника Херман II от Липе (1175 – 1229) и съпругата му графиня Ода фон Текленбург (1180 – 1221), дъщеря на граф Симон фон Текленбург и на графиня Ода фон Берг-Алтена.
Бернхард последва през 1229 г. убития си баща като регент на фамилията Липе и от 1232 г. се нарича и „граф“. Води битки като дядо си Бернхард I Липе (1090 – 1158). Брат му Симон I (1196 – 1277) е епископ на Падерборн (1247 – 1277) и чрез него получава важни позиции. Другият му брат Ото II (1198 – 1259) е епископ на Мюнстер (1247 – 1259).

## Деца
Бернхард се жени ок. 1230 г. за графиня София ван Куик-Арнсберг и фон Ритберг (ок. 1210 – ок. 1245), наследничка на господство Реда, дъщеря на Готфрид II фон Арнсберг и фон Ритберг и на Елизабет N. Те имат децата:
- Бернхард IV (ок. 1230 – ок. 1275), господар на Липе и Реда (1265 – 1273), женен 1260 г. за Агнес (1232 – 1285), дъщеря на граф Дитрих IV от Клеве
- Херман III (ок. 1233 – 3 октомври 1274), господар на Липе (1265 – 1274)
- Хедвиг (ок. 1238 – 5 март 1315), омъжена на 5 март 1271 г. за граф Ото III фон Равенсберг (1246 – 1306)
- Герхард (ок. 1240 – 1259), пропст в Бремен
- Дитрих (ок. 1244 – сл. 1271), свещеник в катедралата на Минден

Бернхард се жени втори път през 1248 г. за графиня София фон Равенсберг-Фехта (ок. 1220 – сл. 3 юни 1285), дъщеря на граф Ото II фон Равенсберг и графиня София фон Олденбург. Двамата имат децата:
- Елизабет (ок. 1250 – сл. 1316), омъжена за граф Балдуин II фон Щайнфурт
- Агнес (ок. 1251 – 1307), омъжена за граф Хойер I фон Щернберг
- Аделхайд († 6 юли 1274), омъжена за граф Адолф I фон Шваленберг
- София (ок. 1249 – 1 февруари 1275), омъжена за граф Албрехт I фон Регенщайн